# Saint-Sébastien-de-Morsent
Saint-Sébastien-de-Morsent è un comune francese di 5 508 abitanti situato nel dipartimento dell'Eure nella regione della Normandia.

## Storia

### Simboli
Lo stemma comunale è stato adottato il 9 dicembre 2024.
Il comune di Saint-Sébastien-de-Morsent nasce dall'unione di Morsent e Saint-Sébastien-du-Bois-Gencelin che nel Medioevo erano signorie che appartenevano a famiglie nobili ed alcuni elementi dei loro emblemi sono stati ripresi per creare lo stemma comunale. La signoria di Bois-Gencelin appartenne ai de Guiry dal 1462 al XVIII secolo: il loro blasone era d'argento, a tre cinquefoglie di nero. La signoria di Morsent fu di Pierre de Houetteville dal 1470, passò per matrimonio ai Nollent nel 1562 che la tennero fino al 1630 circa. Lo stemma della famiglia Houetteville era d'oro, alla fascia di nero. La storia di Saint-Sébastien-de-Morsent è strettamente legata anche a quella della signoria di La Musse che dal XVI secolo fu di proprietà dei Le Mercier il cui stemma era d'azzurro, allo scaglione d'argento, accompagnato da tre borse d'oro.
Le frecce sono gli strumenti del martirio di san Sebastiano, titolare della parrocchia del paese.

## Società

### Evoluzione demografica
Abitanti censiti